# Matthias Meisner

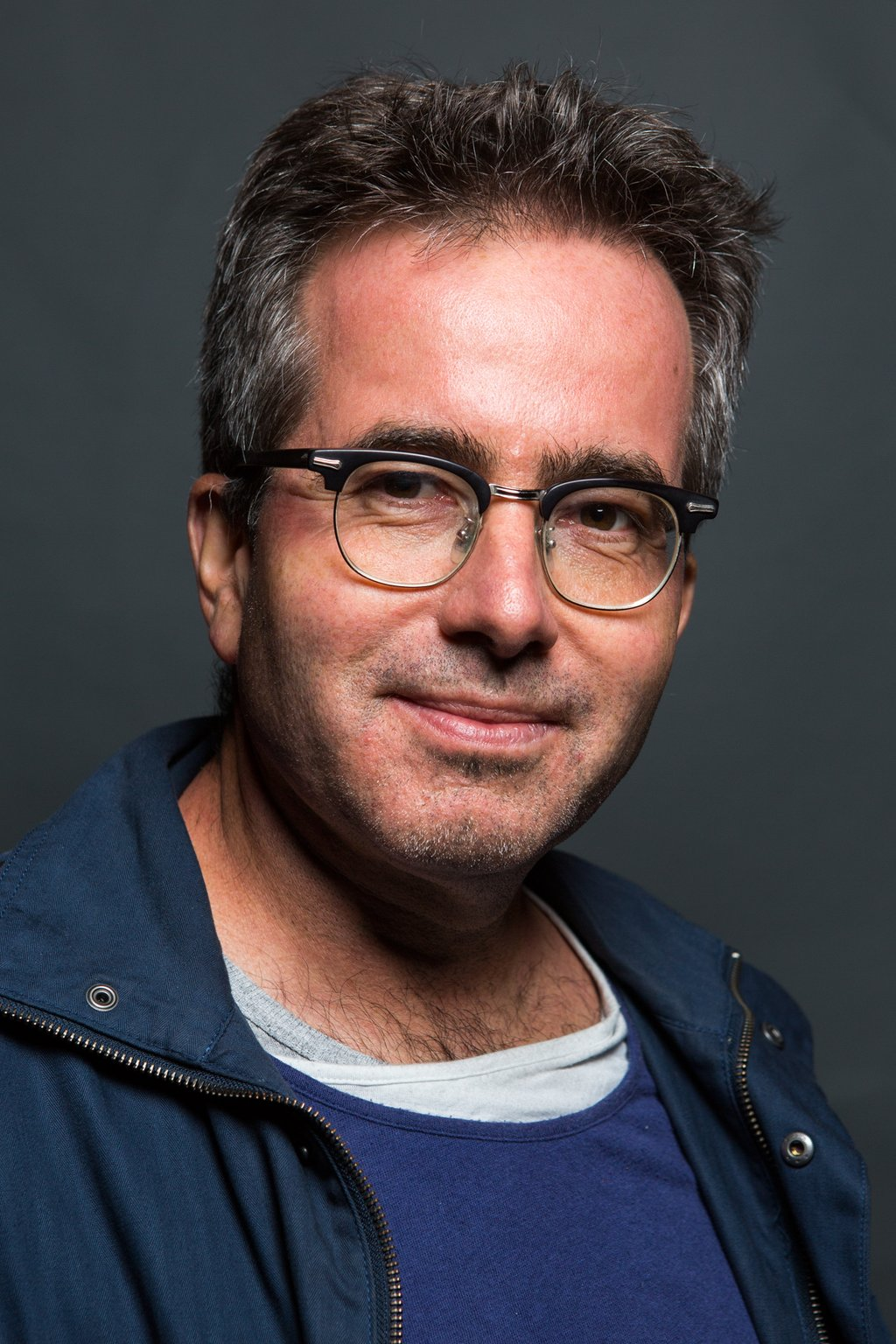
Matthias Meisner 2015

Matthias Meisner (* 22. Juli 1961 in Frankfurt am Main) ist ein deutscher Journalist und Buchautor. Von 1999 bis 2021 war Meisner Redakteur beim Berliner Tagesspiegel. Seit 2021 arbeitet er als freier Journalist, unter anderem für die taz.

## Jugend und Ausbildung
Matthias Meisner wuchs in Langen (Hessen) auf. 1980 erhielt er an der Dreieich-Schule in Langen sein Abitur. Im gleichen Jahr leistete er am Dreieich-Krankenhaus in Langen seinen einjährigen Zivildienst ab. Von 1980 bis 1985 arbeitete er als freier Journalist; vornehmlich für die Frankfurter Neue Presse. Meisner war Mitgründer des ab 1982 im Landkreis Offenbach erscheinenden Jugendmagazins Du darfst und blieb bis 1985 dessen Chefredakteur.

## Berufsleben
Meisner volontierte von 1985 bis 1987 bei der Deutschen Presse-Agentur (dpa) und war anschließend landespolitischer Korrespondent der Agentur in Stuttgart. Am 1. Juli 1990 wechselte er nach Sachsen und baute das dpa-Büro in Dresden auf, das er bis 1994 leitete. Von 1994 bis 1999 war er bundespolitischer Korrespondent der Sächsischen Zeitung in Bonn.
Von 1999 bis 2021 war Meisner Redakteur beim Berliner Tagesspiegel. Als Korrespondent berichtete er für diese Zeitung unter anderem über die Innenpolitik und das linke Parteienspektrum. Ausführlich befasste er sich mit den Demonstrationen der Pegida und der Diskussion um die Flüchtlingspolitik. Zu seiner Berichterstattung über die Themen Flüchtlinge, AfD und Pegida, aber auch zur Rolle der sozialen Medien in der journalistischen Arbeit bezog er in verschiedenen Interviews Stellung, unter anderem für lügenpresse.de, beim Deutschlandfunk und dem Mediendienst Ost.
Das 2017 von Meisner mitherausgegebene Buch Unter Sachsen. Zwischen Wut und Willkommen rief bei sächsischen konservativen und rechtsorientierten Lokalpolitikern zum Teil heftige negative Reaktionen hervor.
Von 2020 bis 2023 war Meisner einer der Kolumnisten der Dresdner Seenotrettungsorganisation Mission Lifeline.
2021 verzögerte das Bundesinnenministerium die Veröffentlichung einer Sonderausgabe des von Meisner mitherausgegebenen Sammelbandes Extreme Sicherheit. Rechtsradikale in Polizei, Verfassungsschutz, Bundeswehr und Justiz in der Schriftenreihe der Bundeszentrale für politische Bildung (bpb) über Rechtsextremismus. Das von Horst Seehofer (CSU) geführte Ministerium machte den Vertrieb des Buches abhängig von der Erstellung eines Onlinedossiers der bpb zum Thema, in dem auch das Regierungshandeln seit 2019 gewürdigt werden sollte. 2022 wirkte er als Autor am Projekt Gegneranalyse des Zentrums Liberale Moderne mit. Seit März 2024 schreibt Meisner für das Blog von Campact.

## Ehrungen
2015 wurde Meisner mit seiner Berichterstattung über Pegida für den Journalistenpreis „Der lange Atem“ des Journalistenverbandes Berlin-Brandenburg (JVBB) nominiert.
Im Februar 2016 wurde er für seine Berichterstattung über die Flüchtlingspolitik in der Kategorie Reporter regional mit Platz drei der „Journalisten des Jahres“ ausgezeichnet.
2016 wurde ihm für seine Berichterstattung über Pegida und die Anti-Asyl-Bewegung in Sachsen der Zweite Preis des Wächterpreises der deutschen Tagespresse verliehen.

## Werke
- Ungarn. Ein politisches Reisebuch. VSA-Verlag, Hamburg 1989, ISBN 3-87975-503-5.
- Matthias Meisner, Andreas Wassermann: Dresden zu Fuß. 18 Stadtteilrundgänge durch Geschichte und Gegenwart. VSA-Verlag, Hamburg 1991, ISBN 3-87975-567-1.
- Heike Kleffner, Matthias Meisner (Hrsg.): Unter Sachsen. Zwischen Wut und Willkommen. Ch. Links Verlag, Berlin 2017, ISBN 978-3-86153-937-7.[13]
- Jana Göbel, Matthias Meisner (Hrsg.): Ständige Ausreise. Schwierige Wege aus der DDR. Ch. Links Verlag, Berlin 2019, ISBN 978-3-96289-059-9.
- Matthias Meisner, Heike Kleffner (Hrsg.): Extreme Sicherheit. Rechtsradikale in Polizei, Verfassungsschutz, Bundeswehr und Justiz. Verlag Herder, Freiburg im Breisgau 2019, ISBN 978-3-451-38561-2.
- Heike Kleffner, Matthias Meisner (Hrsg.): Fehlender Mindestabstand. Die Coronakrise und die Netzwerke der Demokratiefeinde. Herder, Freiburg im Breisgau 2021, ISBN 978-3-451-39037-1.
- Heike Kleffner, Matthias Meisner (Hrsg.): Staatsgewalt. Wie rechtsradikale Netzwerke die Sicherheitsbehörden unterwandern. Verlag Herder, Freiburg im Breisgau 2023, ISBN 978-3-451-39596-3.